# Artista del Poble de Rússia
Artista del Poble de Rússia (en rus Народный артист Российской Федерации) Títol Superior d'honor de la Federació de Rússia, s'atorga per èxits destacats en el camp del teatre, música, circ, vodevil i el cinema. Inclòs en el sistema de primes estat de la Federació Russa.
El títol de "Artista del Poble de Rússia" és apropiat per artistes russos, coreògrafs, directors, dramaturgs, compositors, directors, directors de cor, artistes de la música, per crear imatges-estatals, música, programes de circ i de concerts, funcions teatrals i cinematogràfiques i complir amb ells, que han fet contribucions excel·lents en el desenvolupament i la preservació de la cultura artística nacional, la formació de les noves generacions d'artistes i va rebre el reconeixement públic i la comunitat professional.